# Laura Lamiel
Laura Lamiel, née en 1943 à Morlaix, est une artiste française qui vit et travaille à Paris.

## Œuvre(s)
D'abord peintre, Laura Lamiel tente d'inscrire le tableau dans un autre rapport au matériau, l’acier. Elle repense le pictural et le transpose dans l'espace.
À partir de 1985, son travail prend une dimension architecturale avec le dispositif des cellules de constructions. Composées de grands panneaux d'acier émaillé blanc, ces cellules s'organisent en espaces autonomes, réceptacles d'un vocabulaire de formes hétérogènes : briques, objets trouvés, morceaux de caoutchouc, éléments sérigraphiés, moquettes de caniveaux...
Selon les mots d'Anne Tronche, les cellules délimitent des territoires intimes. La rigueur de l'acier et la stabilité qu'il assure permettent paradoxalement les confrontations les plus diverses.
À partir de cet élément modulaire de base, la réflexion de l'artiste sur l'espace et sa dialectique entre peinture, sculpture et architecture se traduit de manière conceptuelle dans différentes pratiques intégrant aussi la photographie et le dessin.
En 2000, Laura Lamiel  réalise une exposition personnelle au Musée de Grenoble, invitée par Serge Lemoine, dans laquelle elle présentera de grandes installations qui affirment sa démarche et la dimension architecturale de son œuvre. Le rapport de ses pièces à l'espace qui les accueille est fondamental.
Son travail est présenté dans de nombreuses expositions en France, mais aussi à l'étranger, notamment au musée d’art contemporain de São Paulo en 2006, au Musée d’art moderne de Rio de Janeiro en 2009 et au Centre Pompidou pour l'exposition elles@centrepompidou 2009-2010. 
On retrouve ses œuvres dans plusieurs collections publiques : MAM de Rio de Janeiro, MAM de Paris, Musée de Grenoble, Fonds municipal d'art contemporain de la Ville de Paris, Fonds National d'Art Contemporain, Fonds Régional d'Art Contemporain d’Alsace.
Serge Lemoine, Arnaud Pierre, Annie Claustres, Anne Tronche et Jacques Leenhardt entre autres, ont écrit sur son travail. Ces écrits publiés à l'occasion d’expositions, éclairent l’univers que construit Laura Lamiel. Des extraits de ces textes sont consultable sur son site.

## Expositions
- Light Situations, Kunstverein Langenhagen, Germany, 2014
- Sequence I II, Marcelle Alix, Paris, 2014 (compte-rendu d'exposition)
- Noyau dur et double foyer, La Galerie, centre d'art contemporain de Noisy-le-Sec, France, 2013
- Site-Shift, Silberkuppe, Berlin, 2013
- Musée d'Art Moderne et Contemporain de Saint-Étienne, 2013
- Figure IV, Marcelle Alix, Paris, 2012
- Opposer les contraires en toute clarté, Musée d'art moderne, Rio de Janeiro, avril-juillet 2006
- Augusta per Angusta, Galerie Aële, Madrid, 2004
- Galerie Diana Löwenstein Fine Arts, Miami, 2001
- Le Crestet Centre d'Art, Vaison-la-Romaine, 2001 (avec la présentation de l'ouvrage "La pensée du chat" de Anne Tronche)
- Musée de Grenoble, Grenoble, 2000. (commissaire Serge Lemoine)
- Le Crestet, Centre d'Art, Vaison la Romaine, 1999
- Le Quartier, Centre d'Art Contemporain, Quimper, 1998
- Laura Lamiel au 111 rue Saint Antoine, Chez l'un l'autre, Galerie Anton Weller, Paris, 1997
- Mostra del Bianco, Centre culturel français de Sicile, Palerme, 1993
- Les chiffres du blanc, Studio Bocchi, Rome, 1992
- Projet pour le Couvent San Giovanni, Orvieto, 1992
- Galerie Aele, Madrid, 1989
- Galerie John Hall, la Haye, 1988
- Galerie Regards, Paris, 1988
- Galerie Regards, Paris, 1985
- Villa Arson, Centre de recherche et de création, Nice, 1984
- Galerie Aele, Madrid, 1984
- Galerie Aele, Madrid, 1982
- Fondation Joan-Miró, Espace 10, Barcelone, 1982

## Distinctions
- Prix d'honneur, Aware, 2022[4]